# The Order of Things
| Recensione   | Giudizio |
| ------------ | -------- |
| About.com    |          |
| Allmusic     |          |
| Blabbermouth | 7.5/10   |
| MetalSucks   |          |

The Order of Things è il settimo album in studio del gruppo metalcore statunitense All That Remains. L'album è stato pubblicato a partire dal 23 febbraio 2015 dalla Razor & Tie.

## Tracce
Testi di Philip Labonte e Josh Wilbur.
1. This Probably Won't End Well – 3:48
2. No Knock – 2:48
3. Divide – 3:18
4. The Greatest Generation – 4:00
5. For You – 4:16
6. A Reason for Me to Fight – 3:42
7. Victory Lap – 3:54
8. Pernicious – 4:01
9. Bite My Tongue – 4:08
10. Fiat Empire – 4:04
11. Tru-Kvlt-Metal – 3:39
12. Criticism and Self Realization – 7:03

Traccia bonus dell'edizione giapponese
1. We Are Only Human

## Formazione
- Philip Labonte – voce
- Oli Herbert – chitarra solista
- Mike Martin – chitarra ritmica
- Jeanne Sagan – basso, cori
- Jason Costa – batteria

## Classifiche
| Classifica (2015)     | Posizione massima |
| --------------------- | ----------------- |
| Australia             | 74                |
| Canada                | 17                |
| Giappone              | 150               |
| US Billboard 200      | 25                |
| US Digital Albums     | 17                |
| US Hard Rock Album    | 3                 |
| US Independent Albums | 3                 |
| US Rock Albums        | 5                 |

## Date di pubblicazione
| Stato       | Data             |
| ----------- | ---------------- |
| Italia      | 23 febbraio 2015 |
| Regno Unito | 23 febbraio 2015 |
| Stati Uniti | 24 febbraio 2015 |
| Giappone    | 25 febbraio 2015 |